# Fiordalisi (Osipov)
Fiordalisi (in russo Васильки?) - noto anche come «Natura morta con fiordalisi» - è uno dei dipinti più famosi del pittore sovietico russo Sergej Osipov (1915-1985).

## Descrizione
Questo quadro è tipico della maniera di Osipov, una natura morta in cui sono rappresentati in un tavolo oggetti del mondo contadino. Nell'immagine spiccano, al centro in primo piano, i fiori selvatici in un semplice vaso d'argilla.

## Storia
«Fiordalisi» fu presentato per la prima volta nel 1980 in una grande esposizione dei dipinti degli artisti di Leningrado. Nel 1983 il dipinto fu esposto alla mostra personale dell'artista a Mosca, e nel 1991 nella mostra allestita in suo ricordo a Leningrado dall'Unione degli Artisti. Nel 1997 il dipinto «Fiordalisi» fu esposto a San Pietroburgo nella mostra «Nature morte 1950-1990. Scuola di Leningrado». Nel 2007 il quadro è stato riprodotto nel libro «Sconosciuto Realismo Socialista. La Scuola di Leningrado». Nel 2011 fu esposto alla Mostra del Giubileo di San Pietroburgo.